# Cha 110913-773444
Cha 110913-773444 je mladý vesmírný objekt obklopený prachovým diskem, nacházející se ve vzdálenosti přibližně 529 světelných let (162 parseků) od Země v souhvězdí Chameleona. Objekt byl objeven v roce 2004 pomocí Spitzerova vesmírného dalekohledu, Hubbleova vesmírného dalekohledu a dvou pozemských teleskopů v Chile – Blanco Telescope (s průměrem objektivu 4 m) a Gemini South Telescope (s průměrem objektivu 8 m).

## Charakteristiky
Cha 110913-773444 má odhadovanou hmotnost přibližně 8 násobku hmotnosti Jupiteru, což je pod hranicí potřebnou pro zažehnutí jaderné fúze vodíku, a proto se řadí mezi substelární objekty. Jeho povrchová teplota je mezi 1300 a 1400 K a stáří se odhaduje na 0,5 až 10 milionů let. Objekt září s velmi nízkou svítivostí přibližně 0,0006 svítivosti Slunce.

## Protoplanetární disk
Cha 110913-773444 je obklopen prachovým diskem, který může být místem vzniku planetárních těles. Simulace naznačují, že tento disk by mohl vytvořit planetární soustavu, která by byla přibližně stokrát menší než naše Sluneční soustava. Díky tomuto disku je objekt zajímavý pro studium raných fází vzniku planetárních systémů.

## Klasifikace
Astronomové stále diskutují o klasifikaci tohoto objektu. Není jasné, zda Cha 110913-773444 zařadit mezi hnědé trpaslíky s planetami, nebo jako toulavou planetu s vlastními měsíci. Pokud by byl potvrzen jako bludná planeta, šlo by o jedinečný příklad planetárního objektu, který není gravitačně vázán k hvězdě.